# روتس
روتس (بالألمانية: Rötz) هي بلدة ألمانية تقع في ألمانيا في Cham (district).

## المدن التوأمة
مدن Retz و Altenmarkt an der Triesting هي مدن توأمة لـروتس.